# گوتلیب وبر
گوتلیب وبر (انگلیسی: Gottlieb Weber; ۲۶ ژوئیهٔ ۱۹۱۰ – ۴ نوامبر ۱۹۹۶) دوچرخه‌سوار اهل سوئیس بود.